# Monte Roccerè
Il monte Roccerè (o a volte Roccere, 1.829 m s.l.m.) è una vetta delle Alpi Cozie, nella sottosezione delle Alpi del Monviso.

## Caratteristiche

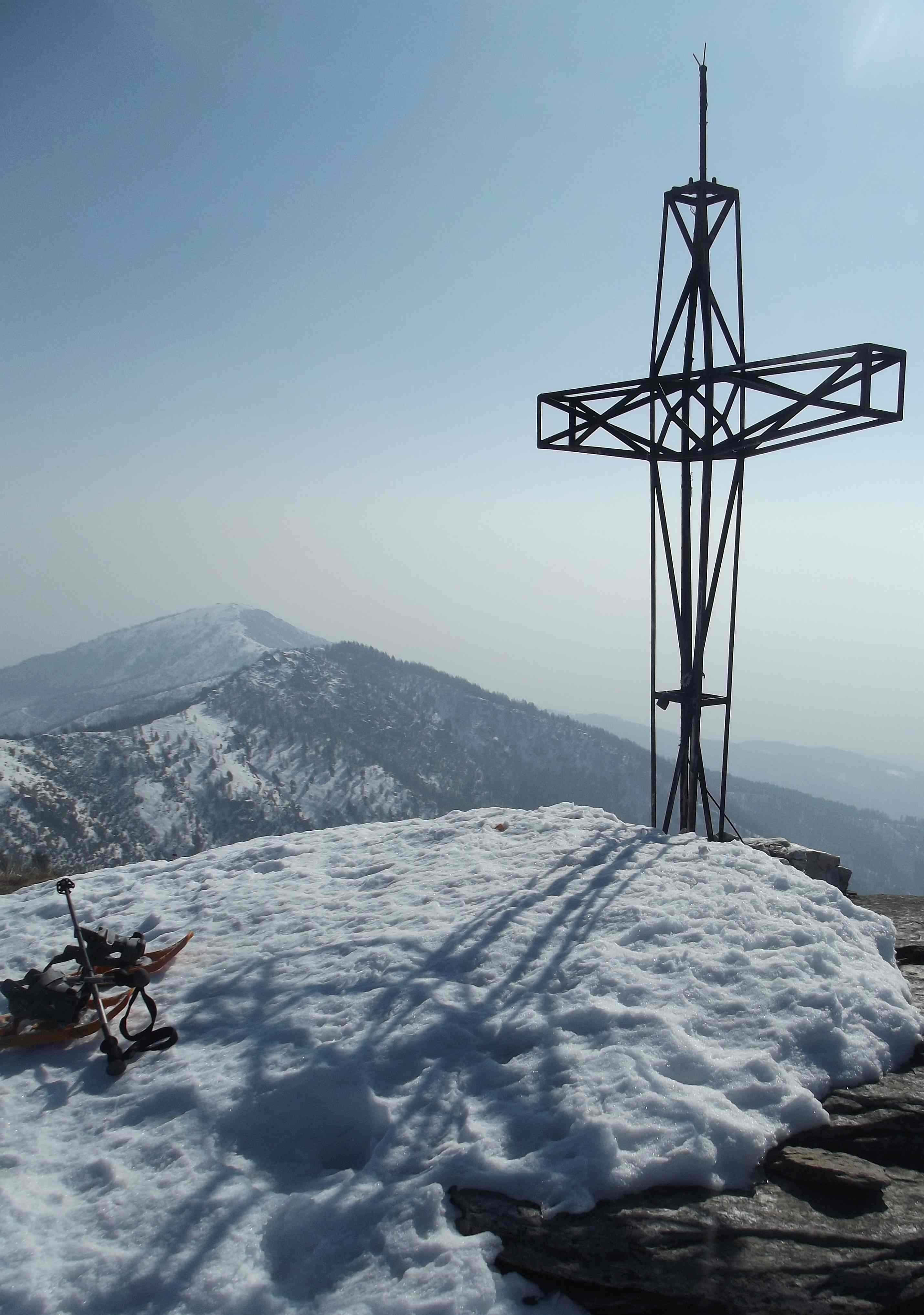
La croce di vetta sulla cima

La montagna si trova sulla cresta spartiacque principale tra la valle Varaita e la valle Maira; la vetta è sul confine tra i comuni di Melle (in valle Varaita) e Roccabruna (in valle Maira).
Sulla cima della montagna è collocata una croce di vetta metallica.

## Storia e cultura
Secondo alcuni ricercatori appassionati, come Riccardo Baldi di Verzuolo, l'area che circonda la cima del Monte Rocceré ospiterebbe numerosissime coppelle protostoriche, in precedenza citate all'interno del Geoportale Nazionale per l'Archeologia. Recenti indagini geologiche e archeologiche, effettuate a cura della Soprintendenza Archeologia, Belle Arti e Paesaggio e del Dipartimento di Scienze della Terra, dell'Ambiente e della Vita dell'università di Genova, hanno dimostrato che si tratta di incavi naturali, fenomeni di erosione tipici di aree periglaciali montane; sono definiti scientificamente come weathering pits o gnammas. Si distinguono dalle coppelle per le pareti interne incavate dall'azione erosiva.

## Salita alla vetta
La vetta può essere abbastanza comodamente salita prima per strada sterrata e poi per sentiero partendo dal Santuario di Valmala.